# Яблоков, Василий Васильевич
Василий Васильевич Яблоков (29.03.1917—29.05.1983) — советский военачальник, участник Польского похода и Великой Отечественной войны, генерал-майор (1960).

## Биография

### Ранняя биография
Родился 29 марта 1917 года на станции Туфаново Вологодской области РСФСР. В 1918 году семья переехала на станцию  Шушкодом Буйского района Костромской области РСФСР. В 1931 году окончил семилетнюю школу, с 1931 по 1933 год учился в железнодорожном фабрично-заводском училище в города Вологда. С 1933 по октябрь 1935 года работал слесарем в паровозном депо в города Буй.

### Служба в армии
С 25 октября 1935 года по май 1938 года - курсант Орловской бронетанковой школы (с 16 марта 1937 года - училище), лейтенант (06.1938).
С июня 1938 года — командир тяжёлого танка 10-й тяжелой танковой бригады (Киевский ВО). С 14 декабря 1938 года — командир взвода 3-го танкового батальона 10-й тяжелой танковой бригады. 
Участвовал в походе в 1939 года в Западную Украину. С 7 марта 1940 года — адъютант 57-го тяжелого танкового батальона 10-й тяжелой танковой бригады. Участвовал в походе в 1940 года в Северную Буковину. С 14 августа 1940 года — адъютант батальона тяжелых танков 19-го танкового полка 10-й танковой дивизии. С июня 1941 года — помощник начальника 1-й части штаба 19-го танкового полка 10-й танковой дивизии, старший лейтенант(13.06.1941).
Начало Великой Отечественной войны встретил в занимаемой должности. До сентября 1941 года — помощник начальника 1-й части штаба 19-го танкового полка 10-й танковой дивизии. С октября по декабрь 1941 года воевал на Брянском фронте. С декабря 1941 года воевал на Юго-Западном фронте.
С 13 февраля 1942 года — адъютант старший отдельного танкового батальона 133-й танковой бригады, капитан (11.06.1942). Отличился в Сталинградской битве. Из наградного листа

...тов. Яблоков участник боев с немецкими оккупантами с 22.6.41 года в районах: Топорув, Воронеж-Глухов, Мариенталь, Короп, Конотоп, Жданово, Фатеж, Волхов Яр, Яковенково, Песочное, Непокрытое, Татьяновка, Аркадиевка и других пунктах. В бою с наступающими танками противника 10.6.42 года, его подразделение уничтожило: 32 танка, 4 пушки, 15 ПТО, 2 тягача, 5 автомашин с боеприпасами и солдатами противника и более 500 солдат и офицеров.
В бою показал себя смелым, решительным, как подобает войну Красной Армии. Его подразделение стойко и мужественно в течение 10.6.42 года отбивая превосходящие силы противника и наносило большой урон. Во время боя, когда командир батальона капитан Сергеев и зам. командира б-на капитан Новгородний были ранены, тогда тов. Яблоков непосредственно командовал батальоном. 11.6.42 года им собраны исправные танки 1-го и 2-го б-нов и были поставлены в оборону, также отражая натиск противника.— к ордену Красного Знамени
С июля 1942 года — командир танкового батальона 133-й танковой бригады. С 30 августа 1942 года — помощник начальника штаба по разведке 133-й танковой бригады, майор (25.10.1942). 26 октября 1942 года Приказом № 68/н войскам 64-й армии Сталинградского фронта награждён медалью «За отвагу».
С 7 декабря 1942 года — заместитель начальника штаба по оперативной работе 133-й танковой бригады. Приказом НКО № 381 от 08.12.1942 преобразована в 11-ю гвардейскую танковую бригаду. С 3 марта 1943  года — командир 2-го отдельного танкового батальона 11-й гвардейской танковой бригады. 15 мая 1943 года Приказом № 58/н войскам Центрального фронта гв. майор В. В. Яблоков награждён орденом Кутузова III степени, за то, что:

...За период боевых действий 17-18.3.43 в районе Буковище, Борисово Орловской обл. своим батальоном т. Яблоков отразил атаку превосходящих сил противника на главном направлении в количестве до 70 танков.
19.3.43 противник на Севск предпринял атаку с трех направлений: с запада, северо-запада и юго-запада. 8-ю танками тов. Яблоков, благодаря правильной организации боя, инициативными действиями, отразил атаку 47 немецких танков, удержал свой рубеж и заставил противника перейти к пассивной обороне.
В результате боев 17-19.3.43 его батальон противнику нанес урон: сожжено танков 31, подбито танков 38, уничтожено пушек 5, автомашин с солдатами 5, солдат и офицеров до 600...— Представление к ордену Суворова
. 17 июня 1943 года  награждён медалью «За оборону Сталинграда».
С июня 1943 года — заместитель командира 11-й гвардейской танковой бригады по строевой части. Тяжело ранен 7 августа 1943. С августа 1943 года находился на излечении в 360 военном госпитале (город Саратов), с 31.08.1943 подполковник.
С 13 июня 1944 года — командир 1823-го самоходно-артиллерийского полка, полковник (10.08.1944). Гвардии полковник Яблоков, командуя 1823-м самоходным артиллерийским полком, за время боевых действий летом 1944 года показал умелое руководство самоходными установками на поле боя. Под его руководством самоходные установки (СУ-85) прошли с боями от Витебска до Тукумса. За этот период полк нанес поражение противнику и было уничтожено: танков – 36, самоходных орудий – 19, бронетранспортеров – 10, минометов – 37, полевых орудий – 16, ПТ орудий – 75, зенитных пушек – 5, пулеметов – 41, автомашин – 57, железнодорожных вагонов – 5, живой силы до 2000 человек. Разрушено: дзотов – 3, НП – 5, взято в плен 50 солдат и офицеров .
За отличные боевые действия 1823 самоходного артиллерийского полка 13 января 1945 года Приказом № 03 Командующего артиллерией 1-го Прибалтийского фронта, гв. полковник В. В. Яблоков – командир 1823-го САП 3-го механизированного корпуса, награждён орденом Красного Знамени. Полк под его командование участвовал в освобождении Белоруссии (Минск, Молодечно), Литвы (Шауляй), Латвии, и одним из первых вышел в Латвии к побережью Балтийского моря.
С 20 ноября 1945 года — командир 1823-го отдельного танкового батальона (Прибалтийский ВО). С 24 декабря 1945 года — начальник отдела боевой подготовки УК БТ и МВ Прибалтийского ВО. С 26 июля 1948 года — начальник отдела оперативной и боевой подготовки УК БТ и МВ Забайкальского ВО.
С 11 января по 1 ноября 1950 года — слушатель Академических курсов усовершенствования офицерского состава Военной академии БТВ имени Сталина И. В.. Окончил по профилю начальников штабов дивизий.
С 17 октября 1952 по апрель 1956 года — слушатель командного факультета Военной академии БТВ.
С 17 апреля 1956 года - заместитель командира 18-й гвардейской механизированной (с 27 мая 1957 года — 35-й гвардейской танковой) дивизии (город Черкассы). 
C 4.03.1958 — Командир 35-й гвардейской танковой дивизии. В 1959 году под его командованием прошли учения, в которых впервые в мире танковый полк форсировал Днепр по дну реки. 7 мая 1960 года Яблокову присвоено воинское звание генерал-майор танковых войск (Постановление СМ № 471 от 07.05.1960). 
С 17 мая 1960 года — начальник Киевского танко-технического училища (с 31 декабря 1968 года — Киевское высшее танко-техническое училище).
23 ноября 1973 года уволен в запас по ст. 59 а с правом ношения военной формы одежды.
Проживал в Киеве. Умер 29 мая 1983 года (дало о себе знать ранение в печень). Похоронен в городе Киеве, Украина.

## Награды
- Орден Ленина(23.3.1945)[7]
- Орден Красного Знамени(5.8.1942)[8]
- Орден Красного Знамени(13.01.1945)[9]
- Орден Красного Знамени(30.12.1956)[10]
- Орден Красного Знамени(22.02.1968)[11]
- Орден Кутузова III степени(15.05.1943)[12]
- Орден Отечественной войны I степени(03.10.1943)[13]
- Орден Красной Звезды (17.05.1951)[14]
- Медаль За отвагу(24.03.1945)[15]
- Медаль За боевые заслуги(06.05.1946)[16]
- Медаль «За оборону Сталинграда»(22.12.1942)[17]
- Медаль «В ознаменование 100-летия со дня рождения Владимира Ильича Ленина» (6 апреля 1970)
- Медаль «За победу над Германией в Великой Отечественной войне 1941—1945 гг.» (09.05.1945)[18]
- Юбилейная медаль «Двадцать лет Победы в Великой Отечественной войне 1941—1945 гг.» (7 мая 1965)
- Юбилейная медаль «Тридцать лет Победы в Великой Отечественной войне 1941—1945 гг.»[19]

- Медаль «Ветеран Вооружённых Сил СССР»
- Медаль «30 лет Советской Армии и Флота»[20]
- Юбилейная медаль «40 лет Вооружённых Сил СССР»[21]
- Юбилейная медаль «50 лет Вооружённых Сил СССР» (26 декабря 1967[22])
- Юбилейная медаль «60 лет Вооружённых Сил СССР» (28 января 1978[23])

- Медаль «За безупречную службу» I степени.
- Знак «Гвардия»
- Знак МО СССР «25 лет Победы в Великой Отечественной войне» (24 апреля 1970[24])

- Иностранные награды
- Медаль «50 лет Монгольской Народной Армии» (15.03.1971)[25]

## Память
- Имя воина увековечено в Главном Храме Вооружённых сил России, и навсегда запечатлено на мемориале «Дорога памяти» [26]